# Arvieux
Arvieux è un comune francese di 383 abitanti situato nel dipartimento delle Alte Alpi della regione della Provenza-Alpi-Costa Azzurra.
Si trova nel Queyras o valle del Guil.

## Geografia fisica
Il comune confina, a sud, con il Guil. Esso è circondato dalle alte montagne del massiccio del Queyras il cui punto più alto sul territorio del comune è il pic du Béal Traversier, a 2912 m. Si raggiunge la valle vicina e Briançon attraversando il colle dell'Izoard.

## Storia

### Simboli
Lo stemma è stato adottato con delibera del consiglio comunale del 10 agosto 1968.

## Società

### Evoluzione demografica
Abitanti censiti

## Geografia antropica
Il comune di Arvieux si trova ai piedi del Colle dell'Izoard nella valle di Arvieux. Esso si compone di numerose frazioni, tra le quali le più importanti sono, oltre a quella della stessa Arvieux, quelle della Chalp e quella di Brunissard. Lungo la valle scorre l'Aigue d'Arvieux, talvolta chiamato semplicemente il fiume di Arvieux.
Il comune è, più precisamente, composto dalle seguenti frazioni, elencate partendo dal sud e risalendo lungo la valle verso il colle dell'Izoard, situato a nord del comune:
1. Les Escoyères. Questa prima frazione, situata all'estremità di una piccola strada a serpentina partendo a ovest della comba del Guil, è a 1532 m d'altezza a strapiombo sul versante. Vi si trova la cappella di Santa Maria Maddalena, costruita nel XVII secolo e le cui aperture a "occhio di bue" sopra le porte sono realizzate con uno stile romanico così come due meridiane di Giovanni Francesco Zarbula.
2. Villargaudin, o Villard-Gaudin, a 1593 m d'altezza su un'altra strada a ovest in bassa valle, con all'estremità il Queyron.
3. Les Moulins, 1410 m, così denominata poiché vi erano ivi in altri tempi molti mulini costruiti grazie alla potenza dell'Aigue d'Arvieux.
4. Le Pasquier, situata a 1570 m d'altezza, a metà strada sul versante orientale.
5. Les Maisons, situate a 1690 m un poco più in alto sullo stesso versante della valle.
6. la ville, 155 m al centro della valle.
È il capoluogo del comune. Vi si trova la chiesa di San Lorenzo che risale al XVI secolo e anche il tempio protestante (XIX secolo). Da "la ville" si può accedere a piedi a Furfande.
7. Le Coin, una piccola frazione 1600 m, a ovest di Arvieux.
8. La Chalp, a 2 km al nord di Arvieux più in alto nella valle, a 1680 m d'altitudine. La Chalp è un toponimo frequente nelle Alpi e significa pascolo. Vi si trova una stazione di montagna.
9. Brunissard infine, ultima frazione del comune, situata in mezzo alle praterie a 1760 m d'altitudine. La valle vi si divide in due con a nord-ovest il cammino del colle degli Ayes, degli alpeggi di Clapeyto e del colle di Néal e a nord-est il colle dell'Isoard (o Izoard).

Il comune possiede inoltre molte frazioni costituite da chalet d'alpeggio. Le più importanti sono quelle di Furfande e di Clapeyto.

## Galleria d'immagini

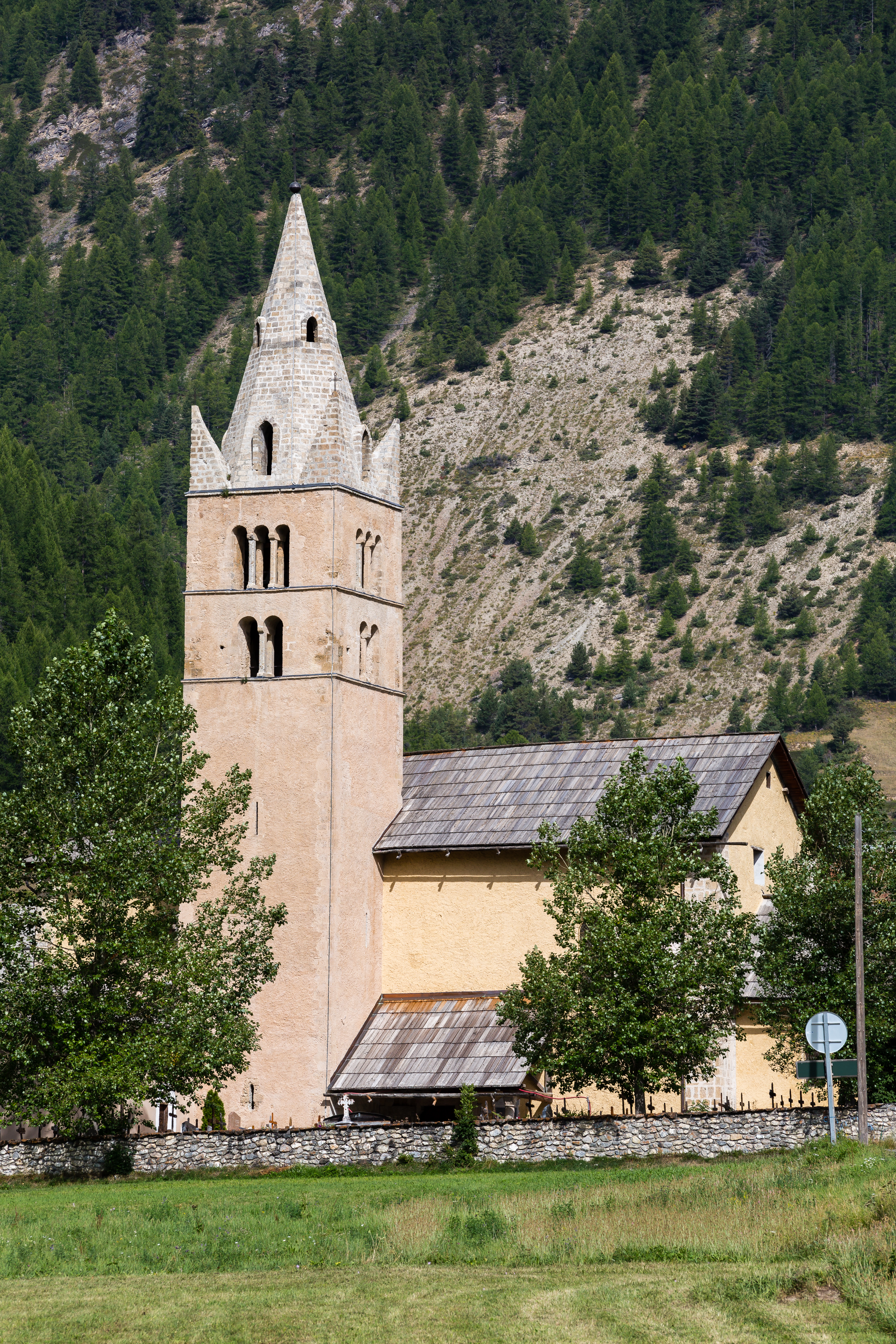
La chiesa di San Lorenzo
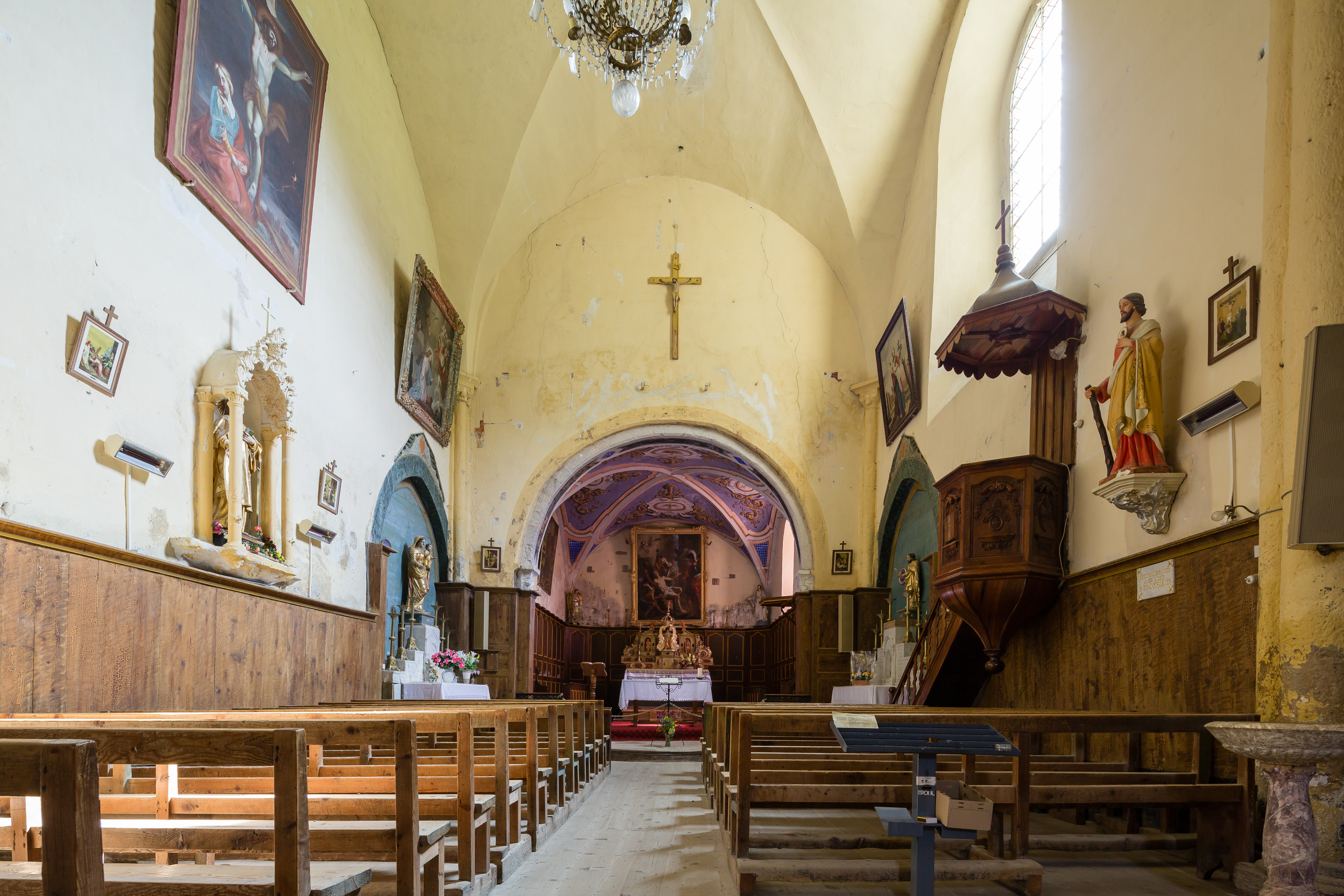
La navata della chiesa
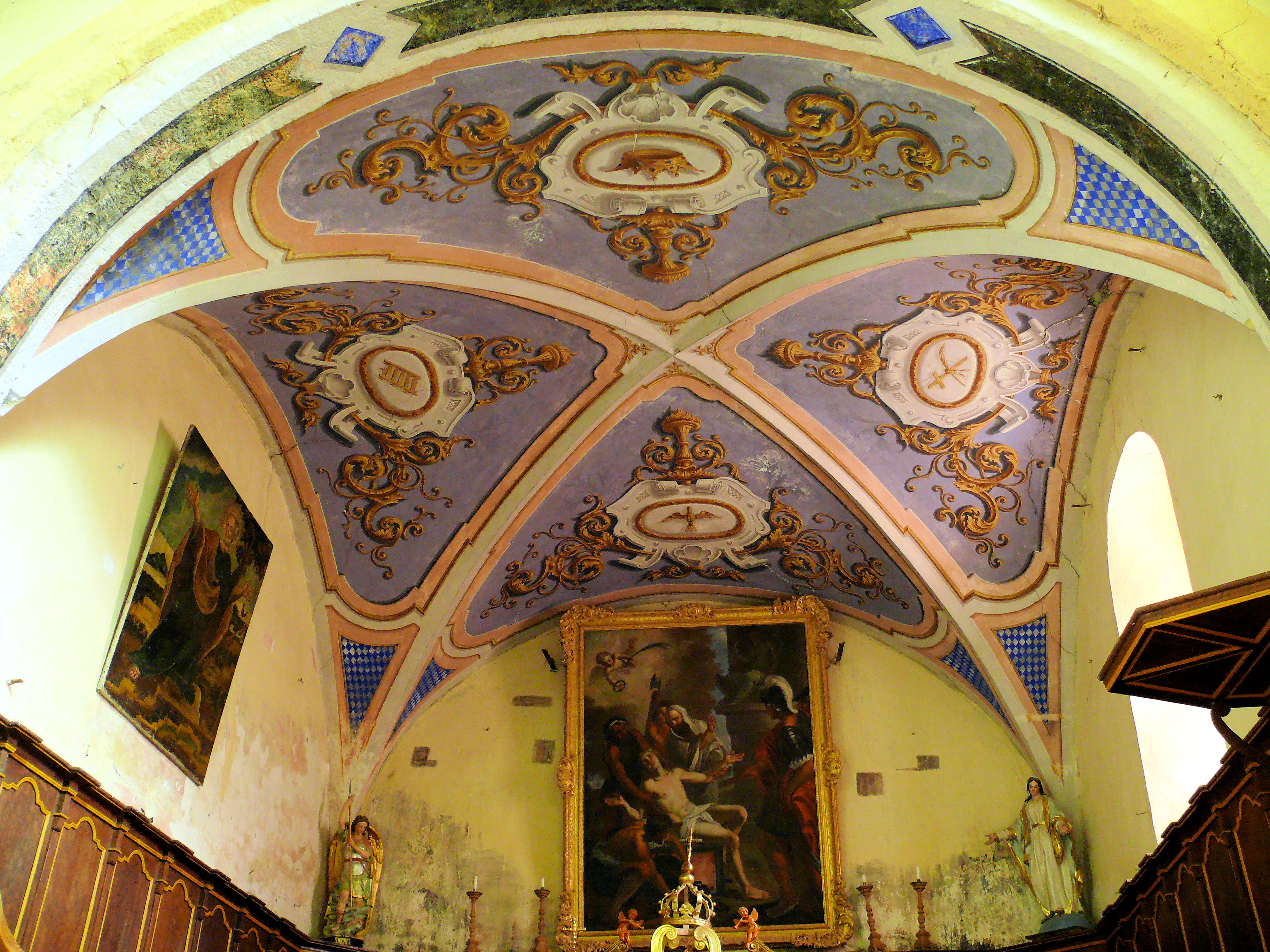
La volta del coro della chiesa
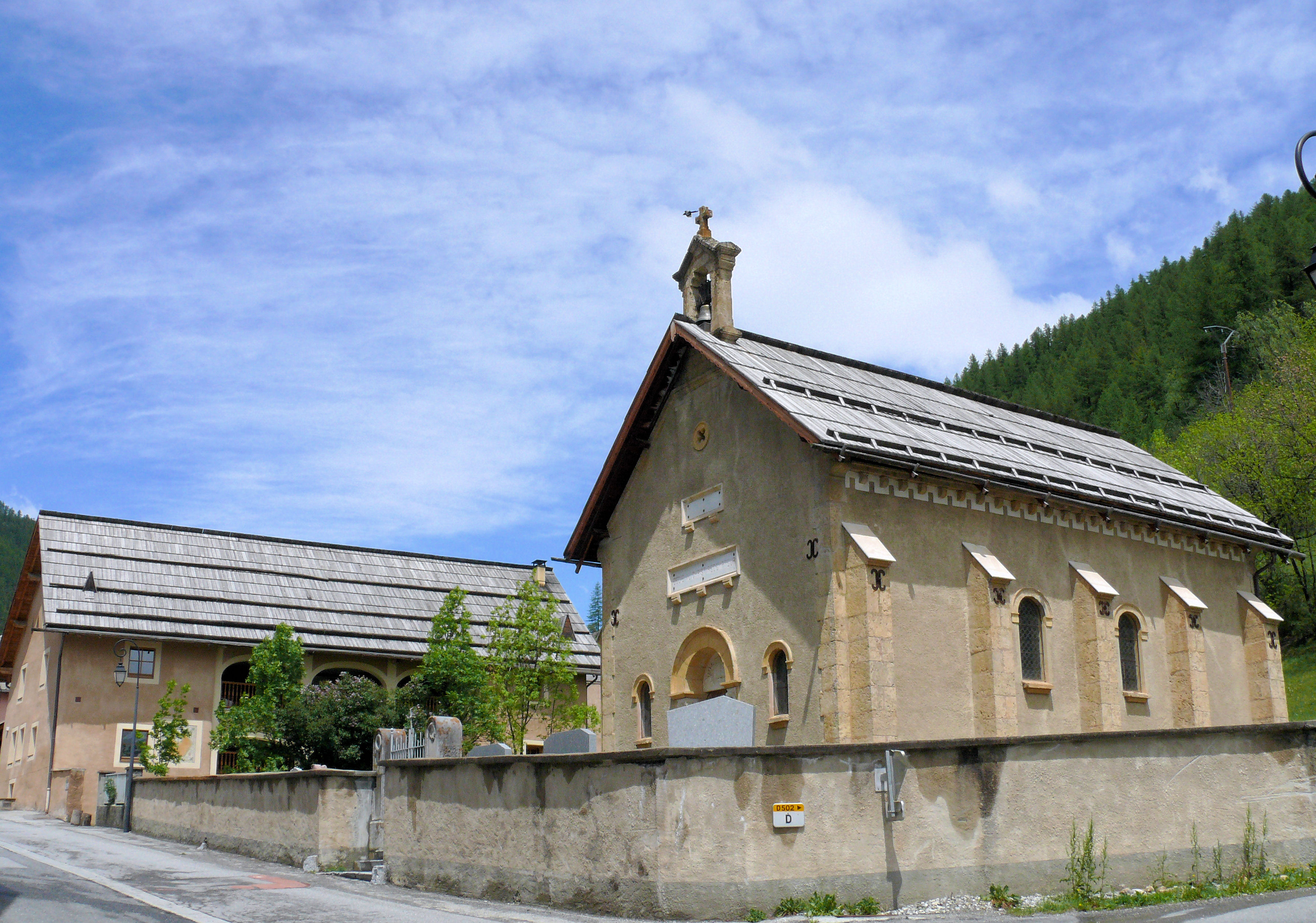
Una casa-fattoria nel borgo
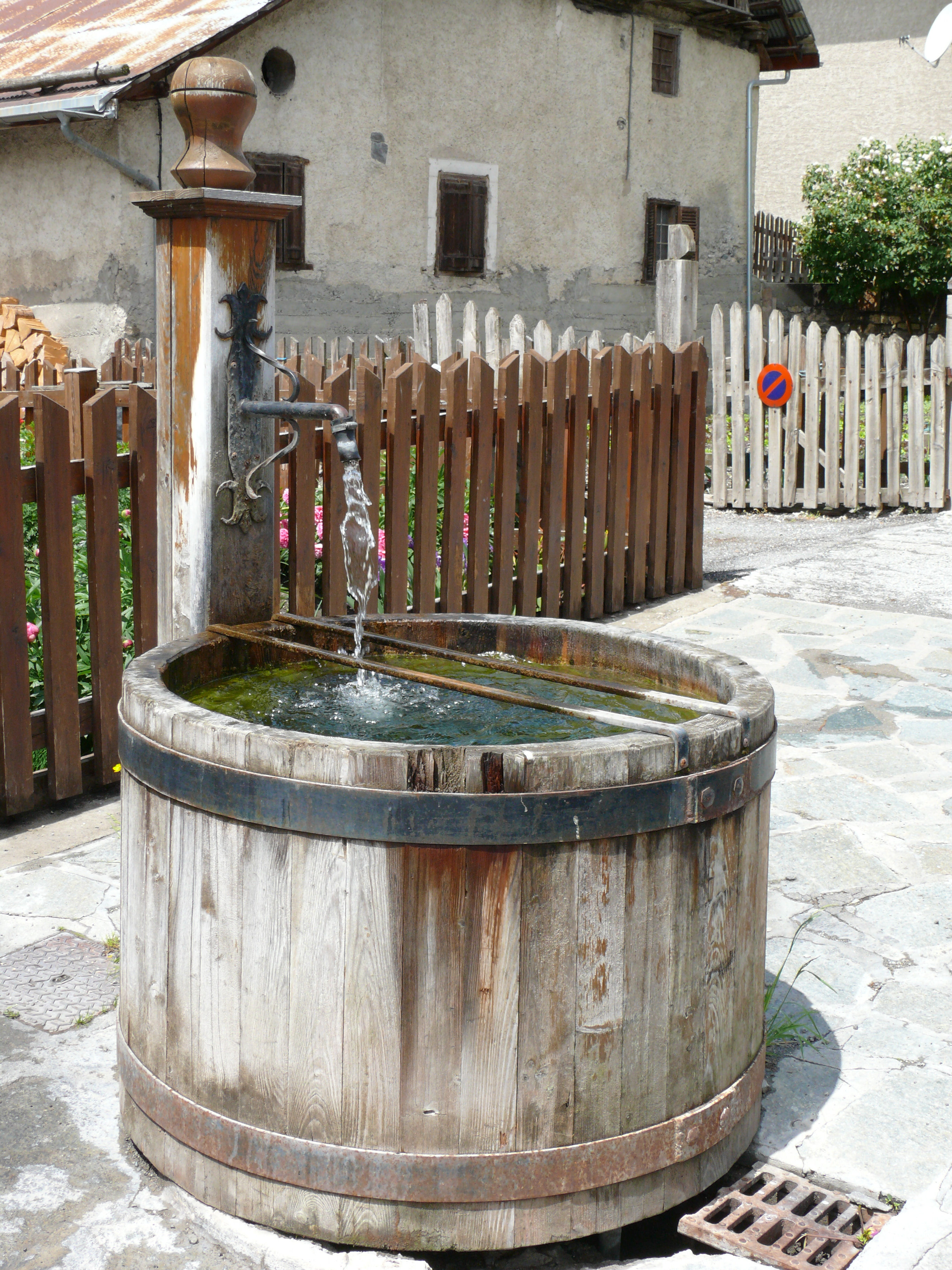
Una fontana nel borgo